# Atherimorpha flavicorpus
Atherimorpha flavicorpus är en tvåvingeart som beskrevs av Akira Nagatomi 1990. Atherimorpha flavicorpus ingår i släktet Atherimorpha och familjen snäppflugor. Inga underarter finns listade i Catalogue of Life.